# La daga de la mente (Star Trek: La serie original)
"La daga de la mente" es el episodio 9 en ser transmitido y el 11 en ser producido de la primera temporada de Star Trek: La serie original. Fue transmitido el 3 de noviembre del 1966. Fue escrito por Shimon Wincelberg (bajo el seudónimo de "S. Bar-David"), y dirigido por Vincent McEveety. El título fue tomado de un soliloquio de MacBeth en la obra de teatro del mismo nombre escrita por Shakespeare.
En la versión Bluray publicada el 28 de abril del 2009 por la Paramount, ASIN: B001TH16DS,el título de este episodio en el audio en español es dado como Daga en la mente.
La trama es acerca de una visita que hace la Enterprise a un planeta prisión donde un nuevo tratamiento para los criminalmente insanos tiene resultados mortales. Aquí aparece por primera vez la fusión mental vulcaniana.

## Trama
En la fecha estelar 2715.1, la nave estelar USS Enterprise, comandada por el capitán James T. Kirk, realiza una misión de abastecimiento a Tantalus V, una colonia de rehabilitación para los criminalmente insanos. Después de bajar los abastecimientos reciben un cajón que contiene material de investigación desde Tantalus para llevar a otro destino. Pero sin que lo sepa la tripulación dentro del cajón viaja escondido un prisionero que ha escapado. Al contactar a la administración de Tantalus, Kirk, Spock y McCoy son sorprendidos al descubrir que el prisionero es el Dr. Simon Van Gelder, antiguo asistente del Dr. Tristan Adams, el director de las instalaciones de Tantalus.
Un aparentemente muy descontrolado Van Gelder reduce al técnico de la transportadora y logra alcanzar el puente. Con una fáser en la mano pide asilo pero es rápidamente dominado por el Sr. Spock. El Dr. Leonard McCoy siente que algo extraño está sucediendo y quiere mantener a Van Gelder a bordo para poder examinarlo. McCoy le solicita al capitán Kirk que investigue, y este se transporta a la colonia con la Dra. Helen Noel, una bella siquiatra de la nave a la que ha conocido en una fiesta de Navidad anterior.
A su llegada el Dr. Adams les presenta a una mujer impávida y sin emociones llamada "Lethe", quien da a Kirk y a la Dra. Noel una visita por la colonia. Adams se comporta de manera muy afable y conciliadora, pero su personal parece comportarse de manera extrañamente apática. Adams muestra a Kirk y a la Dra. Noel el dispositivo que causó el daño al Dr. Van Gelder, un rayo experimental llamado "neutralizador neural". Adams les explica que van Gelder se sintió obligado a probar el dispositivo en él antes de usarlo en los prisioneros. Él fue afectado por el rayo a plena potencia cosa que lo volvió loco. El Dr. Adams asegura que la máquina es perfectamente inocua a bajas intensidades y sólo es usada para estabilizar y calmar a los prisioneros más trastornados. La Dra. Noel queda satisfecha con la explicación pero a Kirk le parece sospechoso.
En extremo sufrimiento, Van Gelder avisa cada vez más frenéticamente acerca del extremo peligro que corría la partida de desembarco. Sus alertas contienen crípticas referencias al neutralizador neural, pero cada vez que intenta explicarlas, sufre un ataque de dolor y es incapaz de continuar.
Spock hace una fusión mental con el Dr. Van Gelder para obtener una explicación más clara de la historia. La fusión mental revela que el Dr. Adams está loco y está usando el neutralizador neural para controlar tanto a los prisioneros como al personal de las instalaciones. Después de recibir esta información, Spock organiza un equipo de seguridad, pero el campo de fuerza de la colonia bloquea tanto los intentos de transportación como las comunicaciones.
Kirk decide examinar el neutralizador sin que el Dr. Adams esté presente. Él decide probarlo en sí mismo a intensidad mínima con la Dra. Noel en los controles. La prueba comienza y la Dra. Noel hace una prueba sugiriendo que su encuentro en la fiesta de Navidad avanzó más allá de lo que realmente sucedió. Adams aparece repentinamente, toma los controles y aumenta la potencia del neutralizador. Él le lava el cerebro a Kirk para que crea que está localmente enamorado de la Dra. Noel por años. Kirk y Noel son hechos prisioneros después de eso.
La Dra. Noel logra escapar por un conducto de ventilación, para luego llegar a la sala de control de energía de las instalaciones. Allí interrumpe la segunda sesión de Kirk con el neutralizador cortando toda la energía del complejo. Con el neutralizador apagado, Kirk logra controlarse a sí mismo. Él domina a Adams, dejándolo inconsciente en el piso de la sala de tratamiento del neutralizador. Un guardia descubre el sabotaje de Noel y restaura la energía, luego se dirige donde Noel, él espera dominar fácilmente a una mujer, pero después de una lucha cuerpo a cuerpo, ella logra derrotarlo pateándolo hacia un panel de control eléctrico donde se electrocuta. Después de matar al guardia ella corta la energía nuevamente. A continuación se aleja usando nuevamente el conducto de ventilación. Con el campo de fuerza caído, Spock, McCoy y un equipo de seguridad se transportan a la colonia. Spock restaura la energía después de desconectar el campo de fuerza, y sin querer reactiva el neutralizador neural en el proceso.
El Dr. Adams aún está en el piso de la sala de tratamiento, cuando el neutralizador comienza a funcionar nuevamente a plena potencia, el nivel en el que estaba cuando estaba tratando de lavarle el cerebro a Kirk, pero sin ningún operador que esté controlando el aparato. Como resultado de esto la mente de Adams es completamente vaciada matándolo. Van Gelder, habiéndose recuperado gracias a la fusión mental con Spock, se hace cargo de la colonia y destruye el neutralizador neural.

## Producción y continuidad
Este episodio muestra por primera vez en Star Trek la fusión mental vulcana. De acuerdo al libro The Making of Star Trek (La realización de Star Trek) por Gene Roddenbery y Stephen Whitfield, la fusión mental Vulcana fue concebida como una alternativa a usar la hipnosis para alcanzar el subconsciente de Van Gelder. Los escritores buscaban evitar presentar en forma inapropiada la hipnosis como una técnica médica. También, no querían dar pie en el diálogo de que Spock estaba legítimamente calificado y certificado para usar la hipnosis, dadas sus credenciales no médicas. Finalmente, no querían arriesgarse a hipnotizar accidentalmente a sus espectadores en sus casas.

## Remasterización del aniversario de los 40 años
Este episodio fue remasterizado en el año 2006 y transmitido el 13 de octubre de 2007 como parte de la remasterización de la Serie Original. Fue precedido una semana antes por la versión remasterizada de "¿De qué están hechas las niñas pequeñas?" y seguido una semana más tarde por la versión remasterizada de "Los jugadores de Triskelion". Además del audio y video remasterizado, y todas las animaciones de la USS Enterprise realizadas por CGI que es el estándar de todas las revisiones, los cambios específicos de este episodio incluyen una apariencia más realista del planeta Tantalus V, que ahora incluye un conjunto de anillos, una nueva toma de apertura de las instalaciones de Tantalus en la superficie del planeta, que ahora muestra un edificio circular con los anillos del planeta visibles en el cielo. Originalmente la escena era una toma reutilizada de una pintura mate de las instalaciones de procesado de litio usada en el episodio "Un lugar jamás visitado por el hombre", ligeramente modificada y con algunos de los edificios eliminados.

## Recepción
Zack Handlen de The A.V. Club calificó al episodio con una 'B', diciendo que el episodio tuvo "unos pocos momentos excelentes (la fusión mental, esa condenada cabina) que no encajaron como deberían". Handlen dijo que la relación de Kirk con Noel fue el "elemento más débil" de la trama y que Adams no logró ser un malvado convincente. En contraste, él sintió que Nimoy logró que la secuencia de la fusión mental de Spock fuera "levemente efectiva". La cabina y sus efectos sobre Adams fueron momentos memorables en el episodio.

## Legado e influencia
En artículos de las revistas Starlog y Entertainment Weekly, el actor Morgan Woodward dijo que el rol del Dr. Simon Van Gelder fue el trabajo de actuación más agotador física y emocionalmente de su carrera. Desesperado para salir de los Westerns y expandir su versatilidad, él fue seleccionado para el papel por alejarse del tipo en este episodio y fue tan bien evaluado que él regresó en la siguiente temporada para representar al trágico Capt. Ronald Tracey en "La gloria de Omega". Caracterizar a Van Gelder afectó a su vida personal, ya que confesó que durante tres semanas después se comportó antisocialmente hacia sus amigos y familia. Está agradecido de que este episodio le abriera un mundo de nuevas oportunidades para él.
El episodio "Roger Ebert Should Lay Off the Fatty Foods" de la segunda temporada de South Park es una parodia de este episodio.